# Bureau du procureur général
Pour les articles homonymes, voir AGO.
Le bureau du procureur général (Attorney General’s Office en anglais, abrégé en AGO, et Swyddfa’r Twrnai Cyffredinol en gallois) est un département exécutif du gouvernement du Royaume-Uni.
Le bureau offre des conseils politiques en matière légale et stratégique, soutient les officiers de justice de la Couronne, coordonne les procureurs de la Couronne (Law Officers’ Department) et appuie le procureur général (dit Attorney General) ainsi que son adjoint, le solliciteur général (dit Solicitor General).

## Historique
Le bureau du procureur général (Attorney General’s Office en anglais) est créé par des lettres patentes en 1315. Initialement, le procureur général n'a pas de titre spécifique, mais en 1327, il était désigné comme « procureur du roi » (King’s Attorney en anglais). En 1452, son titre a été changé en « procureur général » (King’s Attorney en anglais). Au XVIe siècle, il devient l'une des personnes les plus importantes du département légal de l'État, et le représentant en chef de la Couronne au sein des cours de justice.
Le bureau du solliciteur général (Solicitor General’s Office en anglais) est créé par des lettres patentes en 1461. Initialement appelé « solliciteur du roi » (King’s Solicitor en anglais), le titre de « solliciteur général » (Solicitor General en anglais) devient la norme en 1536.
Les bureaux du procureur général et du solliciteur général atteignent leur forme actuelle au cours du XVIIe siècle lorsqu'ils deviennent les conseillers juridiques de la Couronne. Ils donnent ainsi des conseils juridiques à tous les départements de l'État et représentent ceux qui souhaitent engager des actions en justice. Comme les juges, ils reçoivent des mandats les assignant à se présenter au Parlement pour donner leurs conseils à la Chambre des lords. Ils peuvent cependant être membres de la Chambre des communes, contrairement aux juges. Ils sont également les maîtres du barreau.
Le solliciteur général assure l'intérim du procureur général. Avec l’avocat général pour l’Écosse (Advocate General for Scotland en anglais) et l’avocat général pour l’Irlande-du-Nord (Advocate General for Northern Ireland en anglais), ils sont collectivement connus sous le nom d’« officiers de justice de la Couronne » (Law Officers of the Crown en anglais).
Le bureau du procureur général a également été appelé « secrétariat juridique aux officiers de justice » (Legal Secretariat to the Law Officers en anglais).

## Organisation
Le bureau du procureur général est l'un des plus petits départements exécutifs du gouvernement britannique, avec environ 50 salariés.
Le Treasury Solicitor a le rôle d'officier comptable (Accounting Officer) pour l’AGO. L’AGO est composé du Civil Panel Counsel et du Criminal Panel Counsel qui s’occupent respectivement des affaires de droit civil et de droit pénal.

## Fonctions
Le procureur général est :
- le conseiller juridique en chef de la Couronne ;
- un ministre de la Couronne avec des responsabilités de super-intendance sur les départements des poursuites judiciaires ;
- a un certain nombre de fonctions d'intérêt public indépendantes.

Le bureau du procureur général a pour rôles :
- la réévaluation des sentences de la cour d'appel si elles sont trop clémentes ;
- le règlement des outrages à la Cour ;
- la gestion des poursuites requérant le consentement du procureur général ;
- l'émission d'un non-lieu pour stopper une poursuite par mise en accusation[2] ;
- la prise de mesures pour empêcher les plaideurs vexatoires ;
- l'intervention pour l'intérêt public ou la charité dans certaines affaires de droit familial ;
- la nomination d'avocats de la Couronne ;
- la discrétion dans la nomination des avocats à la Cour et des avocats spéciaux pour représenter les intérêts des justiciables dans les cas impliquant des matières sensibles ;
- la référence des points législatifs devant la cour d'appel après un acquittement dans les affaires pénales.

## Ministres de la Couronne
L’équipe actuelle de l’AGO est : 
- Richard Hermer, procureur général ;
- Lucy Rigby, solliciteur général.

## Agences affiliées
L'AGO est responsable des services suivants :
- le service des poursuites judiciaires de la Couronne (« Crown Prosecution Service » en anglais, abrégé en CPS, et « Gwasanaeth Erlyn y Goron » en gallois, abrégé en GEG) qui intègre depuis le 1er janvier 2010 le bureau des poursuites judiciaires du Trésor et des Douanes (en) (« Revenue and Customs Prosecutions Office » en anglais, abrégé en RCPO) ;
- l’inspection du service des poursuites judiciaires de la Couronne de Sa Majesté  (« His Majesty’s Crown Prosecution Service Inspectorate » en anglais, abrégé en HMCPSI) ;
- le bureau des fraudes graves (« Serious Fraud Office » en anglais, abrégé en SFO, et « Swyddfa Twyll Difrifol » en gallois)
- le département juridique du Gouvernement (« Government Legal Department » en anglais, abrégé en GLD), successeur du département du Treasury Solicitor (Treasury Solicitor’s Department en anglais, abrégé en TSD ou en TSol)
- l’Autorité nationale des fraudes (« National Fraud Authority » en anglais, abrégée en NFA, et « Yr Awdurdod Atal Twyll Cenedlaethol » en gallois)

L’ensemble de ces services sont collectivement appelés les « départements des officiers de justice » (Law Officers’ Departments en anglais).

### Liens  externes
- (en) Présentation du rôle ministériel du procureur général sur le site officiel du gouvernement
- (en) Présentation du rôle ministériel du solliciteur général sur le site officiel du gouvernement